# Pterolophia bigibbulosoides
Pterolophia bigibbulosoides är en skalbaggsart som beskrevs av Stefan von Breuning 1968. Pterolophia bigibbulosoides ingår i släktet Pterolophia och familjen långhorningar. Inga underarter finns listade i Catalogue of Life.